# Passevolans
Passevolans var ett militärt system som gick ut på att befälet mot viss ersättning åtog sig att svara för det värvade manskapets underhåll och i vissa fall också rekrytera soldater.
Systemet innebar att helt eller delvis överlåta anskaffandet och underhållet av krigsmanskapets utrustning samt rekryteringen av de värvade trupperna på någon inom militärbefälet, mot ersättning i form av s. k. ’passevolantspänningar', i senare tid enligt en viss ackordsöverenskommelse. I Sverige användes passevolans i växlande utsträckning, med olika utformning fram till den genomgripande omläggningen av underhållsväsendet i början av 1872-75.
I utvidgad användning betydde passevolans förhållandet att fullgörandet av något överlåtes på någon mot en viss ersättning, t. ex. att staten övertog ”Presterskapets aflönande, emot en viss passevolance”.
Passevolans kallas också själva den avgift, som rust- och rotehållare i forna tider erlade i stället för kosthåll åt den indelte soldaten under möten. Avsikten var att skapa en större rörlighet åt trupperna och vana vid levnad i fält, även under möten i fredstid.

## Avgiften
Passevolansavgiften bestod i 7 R:dr B:ko årligen för varje rotenummer, och dessutom för kavalleriet 25 lisp:d hö, en tunna havre, samt fem lisp:d råghalm. Rusthållaren kunde efter eget val betala antingen in natura eller kontant efter markegång. Emot dessa avgifter åtog sig kronan att förpläga manskapet, och bestå hästarnas furagering (det vill säga underhåll). Dessa så kallade passevolansmedel bildade en kassa, som granskades av rikets ständer och deras revisorer, och ansågs som rust- och rotehållares egendom, så att de besparingar som möjligen kunde uppkomma, skulle förräntas och användas för nedsättning av avgiften vid nästkommande reglering.

## Passevolanskontrakt
Då värvade trupper sattes upp på 1600-talet och delvis utrustades av någon framstående krigare, som på vissa villkor trädde i någon stats tjänst, var detta redan ett slags passevolans. Sedermera bibehölls passevolansen för rekryteringens bestridande vid de svenska värvade trupperna. Beklädnadens anskaffning och underhåll övertogs småningom vid samma värvade trupper även på passevolans av kompani-, skvadrons- och battericheferna. Till grund för passevolansen lades mellan kronan, det vill säga det dåvarande Krigskollegium, och kompanicheferna ett ingånget passevolanskontrakt, enligt vilket de senare förband sig att mot viss ersättning underhålla ett visst antal persedlar av olika slag. Denna ersättning beräknades med stöd av den styrka, som under olika tider på året skulle vara i tjänst, de olika persedlarnas brukningstid och det pris, som de betingade vid tillverkning för kronans räkning. Kontraktet kunde sägas upp av vilkendera kontrahenten som helst. Även gevärspersedlarnas och kaserninventariernas underhåll samt sadelmunderingars och remtygspersedlars anskaffning och underhåll bestreds under form av passevolans, och vid de värvade kavalleriregementena skedde även remonteringen och någon gång furageringen på detta sätt.
Passevolansen avskaffades under åren 1872-75.
Under Gustaf III:s regering ingicks mellan kronan och rote- och rusthållarna vid flera regementen en överenskommelse, enligt vilken kronan åtog sig manskapets underhåll under mötena mot en viss avgift av rote- och rusthållarna. Konungen föreslog rikets ständer 1786 denna anordnings, den så kallade passevolansens, utsträckning till alla indelta regementen och fastställande för framtiden, men förslaget rönte häftigt motstånd i adeln och bondeståndet och förslaget avslogs. Först 1812 övertog kronan manskapets underhåll under möten på passevolans, den så kallade mötespassevolansen.

## Mötespassevolans
Mötespassevolans kallades den avgift, som från 1812 erlades av rust- och rotehållare mot befrielse från skyldigheten att underhålla det indelta manskapet under marscher och vapenövningar. Mötespassevolansavtalet, som gällde 15 år, förnyades i enlighet med 1828-30 års riksdagsbeslut ytterligare för 15 år och bestämdes till sju rdr b:ko årligen för varje karl, varjämte vart rusthåll borde för varje häst avlämna 25 lisp. hö, en tunna havre och fem lisp. halm antingen in natura eller i kontanta penningar.

## Passe-volants
Passe-volants, franska: "i flygande fart passerande", kallades i äldre tider i Frankrike de karlar som uppvisades vid mönstring, utan att i verkligheten tillhöra truppen, och vilkas sold officerarna tillägnade sig. Stränga straff utsattes såväl för de personer som lät sig användas till passe-volants och också för de officerare som nyttjade sådana, varför bedrägeriet småningom upphörde.